# Плиска Михайло Іванович
Михайло Іванович Плиска (28 січня 1881, Задарів, нині Монастириського району Тернопільської области — 14 березня 1961, Джурин) — український селянин, громадсько-політичний, кооперативний діяч. Делегат Української Народної Ради ЗУНР.

## Життєпис
Народився в селянській сім'ї. Навчався в ґімназії міста Бережани, агрономічній школі в місті Дубляни (нині смт Жовківського району Львівської области), студії не завершив. Провадив у рідному селі власне господарство.
Діяльний у громадському житті: співзасновник кооперативи «Сила», член Виділу Бучацької повітової філії товариства «Просвіта», Бучацького повітового комітету УНДП; добрий промовець.

1914-1918 роки — у складі армії Австро-Угорщини воював на італійському фронті.
6 листопада 1918 року обраний до Бучацької повітової Української Національної Ради ЗУНР, наступного місяця — делегатом Української Національної Ради від Бучацького повіту. Належав до тіснішого гуртка дорадників Диктатора Евгена Петрушевича. У липні 1919 року із УГА перейшов у Велику Україну.

Додому повернувся 1920 року, з сім'єю перебрався до Джурина Чортківського повіту.

Очолював комітет з будівництва Народного Дому, деякий час — член Чортківського повітового комітету УНДО.